# 대만-일본 특별 파트너십
대만-일본 특별 파트너십(중국어: 臺日特別夥伴關係, 일본어: 台日特別パートナーシップ, 영어: Taiwan-Japan Special Partnership)은 중화민국의 마잉주 정부에 발표된 대일본 정책 노선의 슬로건이다.

## 상세
일본 외무성과 중화민국 외교부은 2009년에 대만-일본 특별 파트너십을 선언하고, 양국 관계의 증진이 시작되었음을 알렸다. 당시 일본 총리는 아소 다로, 대만 총통은 마잉주였다.
대만-일본 특별 파트너십은 중화민국과 일본이 역사적으로 특수하고 밀접한 관계를 의미한다. 현재 두 나라는 공식적인 외교 관계를 맺지 않으나, 민간 경제 교류를 중심으로 하는 현재의 틀을 유지하면서 이를 더욱 확대하는 것을 추구한다. 이를 통해 정치, 국방, 경제, 문화, 보 다방면에서 양국의 실질적 관계를 전면적으로 강화하는 것을 목표로 하고 있다. 그리고 대만 해협의 안전 보장 문제를 중화민국과 일본 양국 간의 공통 관심 사항으로 삼는 것을 목표로 하고 있다.
일본에게 있어서 대만-일본 특별 파트너십은 중화인민공화국에 대한 외교 정책을 수립하는데 중요하게 작용하는 요소 중 하나다.
2008년 9월 마잉주 총통이 일본 언론 매체와의 회견에서 발표하였다. 그리고 일본을 방문 중이었던 왕진핑 입법원장도 동일한 사항을 강연에서 언급하였다. 양국 간 현안 사항인 센카쿠 열도(댜오위다오) 주권 문제의 보류, 어업 협상과 주변 해역 자원 공동 개발 등이 제안되었다. 이 발표에 앞서 7월 마잉주 정부는 대만-일본 관계 보고 회의를 개설해 대일본 외교 중시 방침을 밝힌 바가 있다.
두 나라는 의회 외교를 통해서 각국의 정치인들 간 네트워크가 활발하게 운영된다.
2010년대에 두 나라의 특별 파트너십은 미중 패권 경쟁이 동아시아와 인도-태평양 지역에 미치는 영향에 따라서 불확실성을 겪었다. 2024년, 이시바 시게루 총리는 대만을 방문하여 라이칭더 총통과 회담을 나누며, 오늘의 우크라이나가 내일의 아시아가 될 수 있다는 점에 주목하였다.

## 같이 보기
- 대만-일본 관계
- 마잉주
- 주일 타이베이 경제문화대표처
- 하나의 중국